# Chiusano di San Domenico
Chiusano di San Domenico är en ort och kommun i provinsen Avellino i regionen Kampanien i Italien. Kommunen hade 2 219 invånare (2017).